# Lee Yong-dae
Lee Yong-dae (født 11. september 1988 i Hwasun) er en sydkoreansk badmintonspiller. Hans største internationale sejr, var da han repræsenterede Sydkorea under Sommer-OL 2008 i Beijing, Kina og vandt en guldmedalje sammen med Lee Hyo-jung. ¨